# Щепкин, Митрофан Павлович
Митрофан Павлович Щепкин (22 августа (3 сентября) 1832—16 (29) июня 1908) — российский публицист и общественный деятель, издатель, переводчик, статистик.

## Биография
Происходил из потомственных дворян Щепкиных. Родился в семье математика Павла Степановича Щепкина 22 августа (3 сентября) 1832. Его старшие братья: Сергей (1824—1898), Николай (1825—1911), Степан (1831—1885).
Окончил в 1849 году 1-ю Московскую гимназию, а в 1854 году историко-филологический факультет Московского университета. Выпуск 1854 года был невелик — всего 9 человек, но все выпускники удостоились степени кандидата. По существовавшей традиции, составлялся список согласно результатам за время обучения — первым стал Митрофан Павлович Щепкин.
В 1859 году он был назначен помощником редактора газеты «Московские ведомости», а после ухода из редакции Евгения Фёдоровича Корша — редактором, до перехода газеты к Михаилу Никифоровичу Каткову.
С 1865 по 1870 год был профессором политической экономии в Петровской земледельческой академии; читал разработанный им курс в двух частях — теоретической и практической. В его лекциях излагались общие научные начала экономики, особое внимание уделялось таким вопросам как владение землей (частное и общинное), рента, кредит, история земельного устройства в Европе и история экономических учений. В 1870 году вместе с профессором М. В. Неручевым Щепкиным была основана газета «Русская Летопись», в третьем номере которой был напечатан некролог «А. И. Герцен». Результатом явилось закрытие газеты и вынужденная отставка М. П. Щепкина с кафедры политэкономии.
Его первые статьи по вопросам статистики и политической экономии появились в «Русском вестнике» (1856), «Атенее» и «Московских ведомостях». Впоследствии он печатал свои статьи в «Петербургских ведомостях», «Земстве», «Руси» и других изданиях. В 1870-х годах он писал под псевдонимом Эм-Пэ.
Трижды он избирался гласным Московской городской думы — в 1873, 1877 и 1889 годах. Всегда был горячим защитником интересов самоуправления и знатоком городского хозяйства. В «Русских ведомостях» постоянно печатались его статьи по городскому хозяйству. Выйдя из состава московской думы перед введением нового городового положения 1892 года, он в качестве губернского гласного принимал деятельное участие в московском земстве.
Председатель Комитета благотворительного Общества для пособия нуждающимся студентам (1876—1879).
С 1895 года по его инициативе и под его редакцией выходила издававшаяся К. Т. Солдатенковым «Библиотека экономистов» (11 выпусков), посвящённая классикам экономической науки. Щепкин владел типографией, в которой Софья Андреевна Толстая печатала отдельные произведения Л. Н. Толстого.

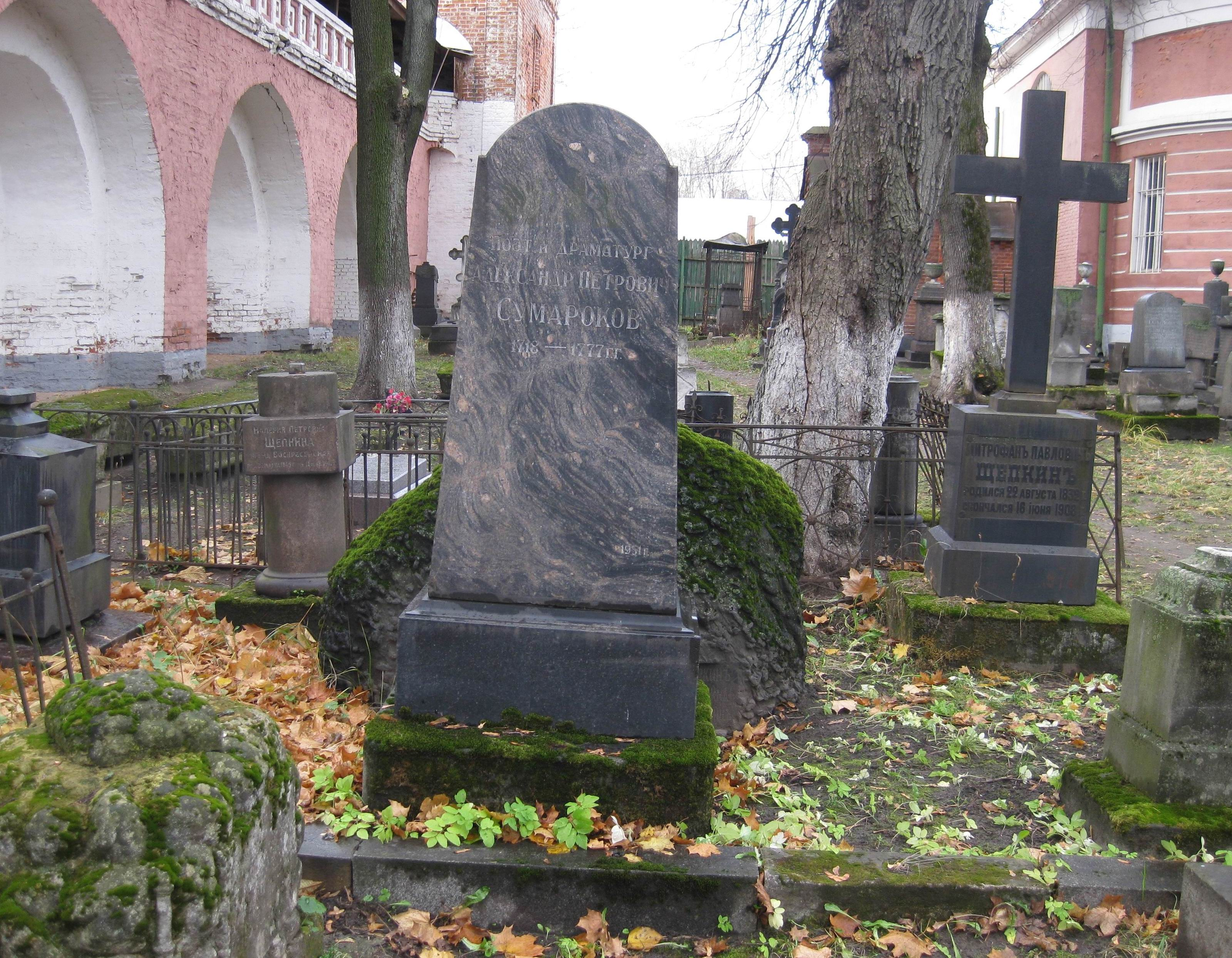
Могилы А. П. Сумарокова и М. П. Щепкина

Умер 18 июня (1 июля) 1908 года. Похоронен в Москве на Донском кладбище рядом с отцом и А. П. Сумароковым.
Сыновья: Митрофан (1871—1921) стал животноводом; Дмитрий (1879—1937), писатель и публицист, написал ряд статей по истории Московского университета.